# Charlie Burchill

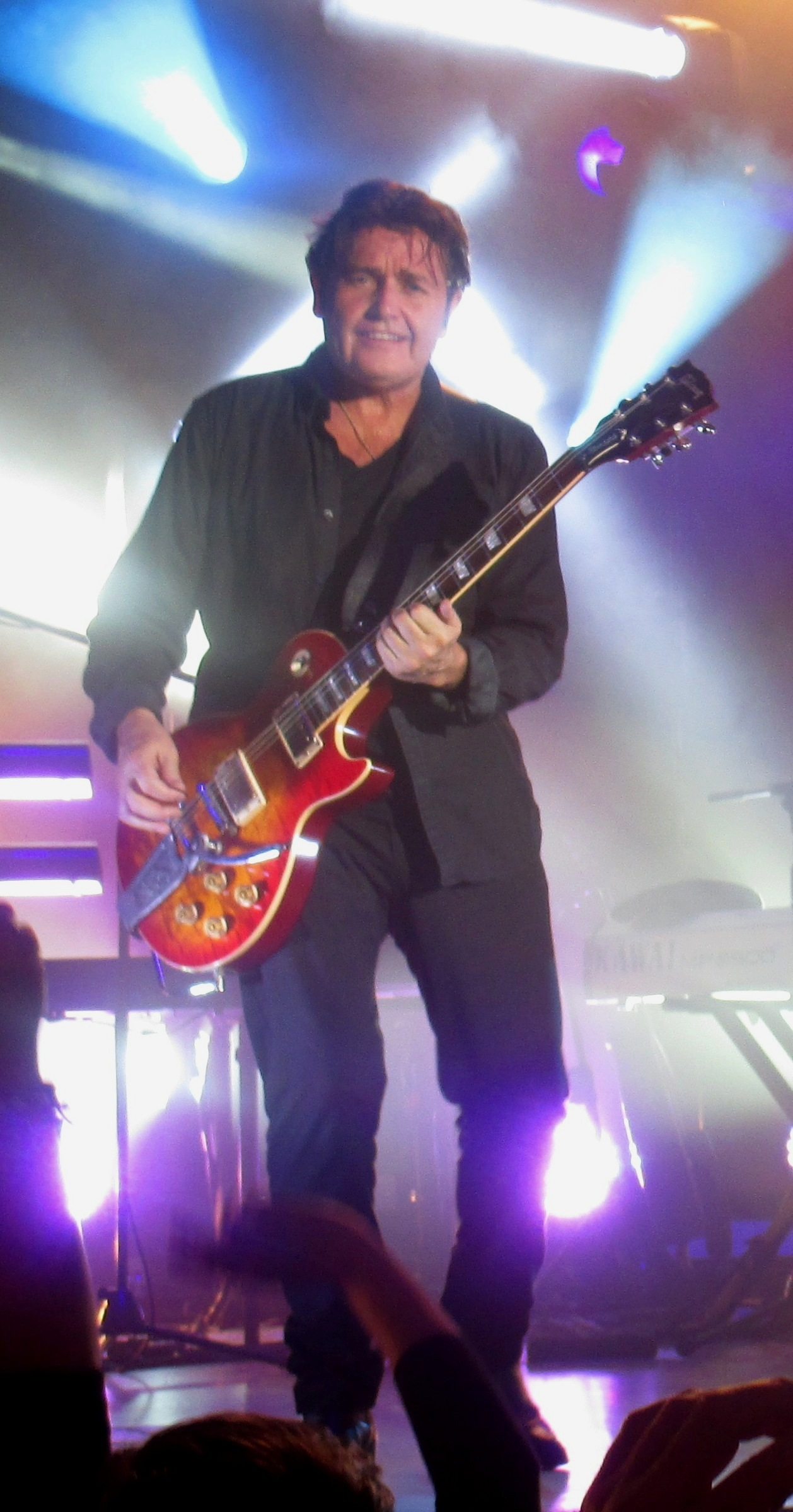
Charlie Burchill, 2015

Charlie Burchill (* 27. November 1959 in Glasgow, Schottland, als Charles Burchill) ist ein schottischer Musiker und Komponist. Er ist ein Gründungsmitglied der 1978 gegründeten schottischen Rockband Simple Minds. Er spielt Gitarre, Keyboard, Saxophon und Violine. Seit 1998 wirkt er auch als Produzent von Simple-Minds-Alben.

## Biografie
Charlie Burchill ging zusammen mit Jim Kerr und Brian McGee auf die Holyrood R.C. (Roman Catholic) Secondary School in Glasgow.
Er und sein vier Jahre älterer Bruder Jamie bekamen 1973/74 Gitarren geschenkt und fingen an, zusammen Gitarre zu lernen. Während Jamie mit dem Gitarrenspiel aufhörte, begann Charlie in einer Schulband zu spielen.
1975–1976 spielte er mit Jim Kerr, Brian McGee und anderen in der Anfängerband Biba-Rom!.
1977 gründete er mit Jim Kerr, Brian McGee und John Milarky die Punkband Johnny And The Self Abusers. Nach einem halben Jahr löste sich diese Band auf, um 1978 unter dem Namen Simple Minds einen Neuanfang zu starten. Nachdem einige Musiker gekommen und gegangen waren, fand sich Ende 1978 mit Charlie Burchill, Jim Kerr, Brian McGee, Derek Forbes und Michael MacNeil 
die Formation zusammen, die dann auch Schallplatten einspielte.
Auf den ersten drei Alben der Band spielte Burchill neben der Gitarre noch Violine und Saxophon. Mit den 1982 und 1984 folgenden Alben New Gold Dream und Sparkle In The Rain trat sein Gitarrenspiel immer weiter in den Vordergrund der Band.
1988 arbeitete Burchill an dem Projekt Aurora Borealis, einem Instrumental-Album, was aber wegen des Street Fighting Years-Albums der Band zurückgestellt und später nicht weiter verfolgt wurde.
Seitdem Mick MacNeil 1989 die Band verlassen hatte, übernahm Burchill bei den Studioproduktionen immer mehr die Rolle des Keyboarders.
Mit dem Album Neapolis 1998 begann Charlie Burchill als Produzent zu wirken und produzierte mehrere weitere Simple-Minds-Alben.
2002 nahm Charlie Burchill an der Produktion Non Zero Sumness der italienischen Dance- und Electro-Band Planet Funk, deren Mitglieder im selben Jahr an der Produktion des Simple-Minds-Albums Cry mitwirkten, teil.
Burchill überdauerte zahlreiche Wechsel in der Besetzung der Band, feierte 2008 30-jähriges Simple-Minds-Jubiläum, und ist zusammen mit Jim Kerr als Gründungsmitglied übrig geblieben.

## Engagement
Im Rahmen seiner Musik mit Simple Minds setzte sich Burchill immer wieder für das Ende von Hunger in Afrika (Live-Aid-Konzert), der Apartheid (Nelson Mandela 70th Birthday Tribute Concert), den Frieden in Nordirland etc. ein. Bekannte Songs sind Mandela Day, Biko von Peter Gabriel sowie Belfast Child.

## Sonstiges
Charlie Burchill ist als Katholik und passionierter Fußballfan Anhänger von Celtic Glasgow, einem bekannten Fußballclub seiner Heimatstadt, der traditionell seine Anhängerschaft aus der katholischen Bevölkerung rekrutiert.
Er ist Vegetarier, lebte lange Jahre in Dublin und wohnt jetzt in Rom.